# OpenMP
OpenMP est une interface de programmation pour le calcul parallèle sur architecture à mémoire partagée. Cette API est prise en charge par de nombreuses plateformes, incluant GNU/Linux, OS X et Windows, pour les langages de programmation C, C++ et Fortran. Il se présente sous la forme d'un ensemble de directives, d'une bibliothèque logicielle et de variables d'environnement.
OpenMP est portable et dimensionnable. Il permet de développer rapidement des applications parallèles à petite granularité en restant proche du code séquentiel.
La programmation parallèle hybride peut être réalisée par exemple en utilisant à la fois OpenMP et MPI.
Le développement de la spécification OpenMP est géré par le consortium OpenMP Architecture Review Board.

## Historique
OpenMP 1.0 pour Fortran a été publié en octobre 1997.
En octobre 1998, la spécification pour le C/C++ a été publiée.
La version 2.0 pour Fortran a été disponible en 2000. La version 2.0 pour C/C++ en 2002.
La version 2.5 a été publiée en 2005, pour C/C++ et Fortran.
En mai 2008, la version 3.0 a été publiée, puis, le 9 juillet 2011, la version 3.1.
La version 4.0 date de juillet 2013.
La version 4.5 date de novembre 2015.

## Implémentations
- Version 3.0
  - GCC 4.3.1
  - Compilateur Mercurium
  - Intel Fortran and C/C++ versions 11.0 and 11.1 compilers, Intel C/C++ and Fortran Composer XE 2011 and Intel Parallel Studio.
  - IBM XL C/C++ compiler[6]
  - Sun Studio 12 update 1 has a full implementation of OpenMP 3.0[7]
  - Multi-Processor Computing (« MPC »)

- Version 3.1
  - GCC 4.7[8]
  - Intel Fortran and C/C++ compilers 12.1[9]
  - LLVM/Clang 3.7[10]
- Version 4.0
  - GCC 4.9.0 pour C/C++, GCC 4.9.1 pour Fortran[8],[11]
  - Compilateurs Intel Fortran et C/C++ 15.0[12]
  - LLVM/Clang 3.7 (partiel)[10]